# Hruszatyce
Hruszatyce (ukr. Грушатичі) – wieś w rejonie samborskim (wcześniej w rejonie starosamborskim) obwodu lwowskiego Ukrainy. Wieś liczy około 523 mieszkańców. Leży nad rzeką Czyżka. Jest siedzibą silskiej rady. 

## Historia
Pierwsza wzmianka o wsi pochodzi z 1361. Na przełomie XVIII/XIX wieku właścicielami dóbr byli Kieszkowscy herbu Krzywda: Antoni, a następnie Stanisław.
W 1921 roku liczyły około 802 mieszkańców. Znajdowały się w powiecie przemyskim w województwie lwowskim.
W latach 1944–1945 nacjonaliści ukraińscy z OUN-UPA zamordowali tutaj 7 Polaków i 1 Ukraińca.

## Ważniejsze obiekty
- Drewniana cerkiew greckokatolicka pw. Narodzenia Bogurodzicy, zbudowana w 1924 roku według projektu Stanisława Majerskiego[3]